# Nguyễn Phan Linh Đan
Nguyễn Phan Linh Đan (sinh năm 1996) là nữ đạo diễn hình ảnh (D.O.P) người Việt Nam.

## Tiểu sử
Nguyễn Phan Linh Đan là con thứ hai trong số 3 người con gái của đạo diễn Nguyễn Phan Quang Bình và nhà sản xuất phim Ngô Thị Bích Hạnh, Tổng Giám đốc công ty BHD. Tên công ty BHD được viết tắt từ tên của cô và bố mẹ: Bình Hạnh Đan. Ông ngoại cô là nhà phê bình văn học Ngô Thảo, bà nội là dịch giả Phan Thanh Hảo. Năm 16 tuổi, Linh Đan từng có mặt trên bìa tạp chí Vogue, bức hình của cô cũng được tạp chí bình chọn vào danh sách Best of Photo Vogue.

## Sự nghiệp
Ban đầu Linh Đan chọn học ngành họa sĩ hoạt hình, cô tự nhận mình "không đủ kiên nhẫn để vẽ từng khung hình" nên sau đó chuyển sang học ngành quay phim tại Đại học New York, và là học viên nữ duy nhất trong lớp. Cô tốt nghiệp và về nước hoạt động lần đầu vào năm 2019, cô thực hiện các bộ phim ngắn tham dự các sự kiện điện ảnh Liên hoan phim Tribeca, Liên hoan phim Quốc tế Busan , SXSW...
Dự án phim độc lập đầu tay của Linh Đan, Nếu gỗ có thể khóc, gỗ sẽ khóc ra máu hay có tên gọi khác Tấm ván phóng dao giành được giải Arte Kino của Chợ dự án Châu Á tại Liên hoan phim Quốc tế Busan cuối năm 2021 và là dự án duy nhất từ Đông Nam Á được mời tham dự chương trình La Fabrique của Viện Pháp,  sau đó La Fabrique đã chọn bộ phim này tham dự Liên hoan phim Cannes 2022. Bộ phim cũng được chọn tham dự hạng mục South East Asian Film Lab của Liên hoan phim Quốc tế Singapore.
Năm 2023, Linh Đan trở thành nữ quay phim đầu tiên giành giải Quay phim xuất sắc hạng mục Phim truyện điện ảnh tại Liên hoan phim Việt Nam với bộ phim Cô gái từ quá khứ do Bảo Nhân và Namcito đạo diễn. Trưởng ban Giám khảo hạng mục Phim điện ảnh Nghệ sĩ nhân dân Đào Bá Sơn nhận xét "cô ấy là một nhà làm phim mới nhưng quay rất tốt".
Năm 2024, Linh Đan là thành viên Ban Giám khảo hạng mục phim ngắn của Liên hoan phim quốc tế Hà Nội lần thứ 7.

## Tác phẩm

### Vai trò diễn viên
| Năm  | Tựa để         | Vai diễn                            | Đạo diễn                               | Chú thích |
| ---- | -------------- | ----------------------------------- | -------------------------------------- | --------- |
| 2002 | Vũ khúc con cò | Con gái thứ hai của Lâm và Thúy Lan | Jonathan Foo và Nguyễn Phan Quang Bình |           |

### Vai trò sản xuất
| Năm  | Tựa đề                             | Vai trò              | Đồng nghiệp                      | Đạo diễn               | Hình thức          | Chú thích |
| ---- | ---------------------------------- | -------------------- | -------------------------------- | ---------------------- | ------------------ | --------- |
|      | Children of the Dust (Trẻ bụi đời) | Đạo diễn             | Đạo diễn                         | Đạo diễn               | Phim ngắn          | [ 3 ]     |
| 2016 | Lost                               | DOP                  |                                  |                        | Phim ngắn          | [ 3 ]     |
| 2017 | Vô diện                            | Đồng biên kịch – DOP |                                  | Nguyễn Phan Thảo Đan   | Phim ngắn          | [ 3 ]     |
| 2019 | Bí mật của gió                     | DOP                  |                                  | Nguyễn Phan Quang Bình | Điện ảnh           |           |
| 2021 | Ngọt (Sucré)                       | DOP                  |                                  | Joel Nguyên            | Phim ngắn          |           |
| 2021 | My Share of Sky                    | DOP                  |                                  | Sahara Sharma          | Điện ảnh           |           |
| 2022 | Cô gái từ quá khứ                  | DOP                  |                                  | Bảo Nhân và Namcito    | Điện ảnh           |           |
| 2023 | Tấm ván phóng dao                  | Đạo diễn             | Đạo diễn                         | Đạo diễn               | Điện ảnh           |           |
| 2023 | House of Illusions                 | Megan Courtis        |                                  |                        | Phim tài liệu ngắn |           |
| 2024 | Cô dâu hào môn                     | DOP                  |                                  | Vũ Ngọc Đãng           | Điện ảnh           |           |
| 2024 | Cu li không bao giờ khóc           | DOP                  | Vũ Hoàng Triều, Nguyễn Vinh Phúc | Phạm Ngọc Lân          | Điện ảnh           |           |
| 2024 | Spring will come                   | DOP                  |                                  | Marion Hoang Ngoc Hill | Phim ngắn          |           |
| 2025 | Bộ tứ báo thủ                      | DOP                  |                                  | Trấn Thành             | Điện ảnh           |           |

### Video âm nhạc
| Nam  | Ca khúc                                       | Thể hiện     | Vai trò | Chú thích |
| ---- | --------------------------------------------- | ------------ | ------- | --------- |
| 2020 | Em đau lòng thế anh vừa lòng chưa (#EDLTAVLC) | Khả Ngân     | DOP     | [ 13 ]    |
| 2020 | I've Got Us                                   | MINH         | DOP     | [ 13 ]    |
| 2022 | Missing You                                   | Vũ Thanh Vân | DOP     | [ 13 ]    |
| 2024 | Dâu Thiên Hạ                                  | Suboi        | DOP     | [ 13 ]    |

## Giải thưởng
| Năm  | Giải thưởng                        | Phim              | Vai trò              | Hạng mục                           | Kết quả        | Chú thích |
| ---- | ---------------------------------- | ----------------- | -------------------- | ---------------------------------- | -------------- | --------- |
| 2018 | Giải Cánh diều 2017                | Vô diện           | Đồng biên kịch – DOP | Phim ngắn                          | Cánh diều Vàng | [ 14 ]    |
| 2023 | Liên hoan phim Việt Nam lần thứ 23 | Cô gái từ quá khứ | DOP                  | Quay phim xuất sắc – Phim điện ảnh | Đoạt giải      | [ 15 ]    |
| 2025 | Giải thưởng Ngôi Sao Xanh 2023     | Cô dâu hào môn    | DOP                  | Sáng tạo xuất sắc                  | Đề cử          | [ 16 ]    |